# 克莱尔·米切尔-塔弗纳
克莱尔·米切尔-塔弗纳（英語：Claire Mitchell-Taverner，1970年6月17日—），澳大利亚女子曲棍球运动员。她曾代表澳大利亚国家队参加2000年夏季奥林匹克运动会曲棍球比赛，获得一枚金牌。